# Ловцово (городской округ Клин)
Ловцово — деревня в Клинском районе Московской области, в составе Городского поселения Высоковск. Население — 10 чел. (2010). До 2006 года Ловцово входило в состав Шипулинского сельского округа.
Деревня расположена в центральной части района, примерно в 3 км к северу от окраины города Высоковск, на одном из истоков реки Ямуга, высота центра над уровнем моря 170 м. Ближайшие населённые пункты — Голышкино на юго-западе, Колосово на западе и Горки на юге.

## Население
| 2002 | 2006 | 2010 |
| ---- | ---- | ---- |
| 0    | →0   | ↗10  |